# 강하중학교
강하중학교(江下中學校)는 대한민국 경기도 양평군 강하면 왕창리에 있는 공립 중학교이다.

## 학교 연혁
- 1979년 3월 1일 : 국수중학교 강하분교 개교
- 1980년 3월 1일 : 강하중학교 6학급 인가
- 1980년 3월 1일 : 초대 오태식 교장 취임
- 1980년 4월 11일 : 강하중학교 개교
- 2004년 12월 13일 : 탁구장(63m2) 준공
- 2005년 9월 22일 : 강하도서관 개관 및 전자도서관 구축
- 2007년 8월 24일 : 탁구장 겸 태권도부 훈련실 증축(25m2, 총 98m2)
- 2007년 11월 19일 : 식당 준공
- 2019년 3월 1일 : 제18대 육심랑 교장 취임
- 2021년 1월 15일 : 제40회 졸업식 13명(남 8명, 여 5명) (졸업생수 1,628명)
- 2021년 3월 2일 : 신입생 입학 14명(남 9명, 여 5명)

## 참고 자료
- 강하중학교 - 한국교육학술정보원 학교알리미